# L'Inconnu sur la terre
L'Inconnu sur la terre est un essai de Jean-Marie Gustave Le Clézio publié le 10 mars 1978 aux éditions Gallimard. Ce récit fait partie des textes de Le Clézio consacrés à la civilisation amérindienne où il raconte certaines de ses expériences avec les populations de ces pays, en particulier au Mexique où il a longtemps vécu et participé à leur défense.

## Résumé
Œuvre et voyage initiatique d'un petit garçon inconnu qui se promène sur Terre.

## Éditions
- L'Inconnu sur la terre, éditions Gallimard, 1978  (ISBN 2070298221).